# Беттіна Фулько
Беттіна Фулько (ісп. Bettina Fulco, нар. 23 жовтня 1968) — колишня аргентинська професійна тенісистка. 
Здобула три парні титули туру WTA.
Найвищу одиночну позицію світового рейтингу — 23 місце досягнула 10 жовтня 1988, парну — 62 місце — 4 листопада 1991 року.
Перемагала таких тенісисток, як Мартіна Навратілова, Кончита Мартінес, Аранча Санчес Вікаріо, Гана Мандлікова, Катарина Малеєва, Мануела Малеєва, Магдалена Малеєва, Клаудія Коде-Кільш, Лорі Макніл, Наталі Тозья.
Завершила кар'єру 1998 року.

## Фінали Туру WTA
| Турнір ( W–R )          | Одиночний розряд | Парний розряд |
| ----------------------- | ---------------- | ------------- |
| Турніри Великого шолома | 0–0              | 0–0           |
| WTA Championships       | 0–0              | 0–0           |
| Tier I                  | 0–0              | 0–0           |
| Tier II                 | 0–0              | 0–0           |
| Tier III                | 0–0              | 0–0           |
| Tier IV                 | 0–0              | 1–0           |
| Tier V                  | 0–1              | 1–0           |
| VS                      | 0–1              | 1–0           |

### Одиночний розряд (2 поразки)
| Результат | Ранг | Дата           | Турнір             | Покриття | Опонент      | Рахунок  |
| --------- | ---- | -------------- | ------------------ | -------- | ------------ | -------- |
| Поразка   | 1.   | 13 жовтня 1986 | Japan Open, Японія | Тверде   | Гелен Келесі | 6–2, 6–2 |
| Поразка   | 2.   | 25 квітня 1988 | Барселона, Іспанія | Ґрунт    | Ніжі Діас    | 6–3, 6–3 |

### Парний розряд (3 титули)
| Результат | Ранг | Дата              | Турнір              | Покриття | Партнер        | Опоненти                         | Рахунок  |
| --------- | ---- | ----------------- | ------------------- | -------- | -------------- | -------------------------------- | -------- |
| Перемога  | 1.   | 7 листопада 1988  | Guaruja, Бразилія   | Тверде   | Мерседес Пас   | Карін Баккум Сімоне Шилдер       | 6–3, 6–4 |
| Перемога  | 2.   | 26 листопада 1990 | Сан-Паулу, Бразилія | Ґрунт    | Ева Швіглерова | Марі П'єрс Луанн Спейдя          | 7–5, 6–4 |
| Перемога  | 3.   | 15 липня 1991     | Кіцбюель, Австрія   | Ґрунт    | Nicole Muns    | Сандра Чеккіні Патрісія Тарабіні | 7–5, 6–4 |

## Фінали ITF

### Одиночний розряд Фінали: 6 (2-4)
| Турніри $100,000 |
| Турніри $75,000  |
| Турніри $50,000  |
| Турніри $25,000  |
| Турніри $10,000  |

| Результат | Ранг | Дата            | Турнір                  | Покриття | Опонент in the final | Рахунок in the final |
| Поразка   | 1.   | 9 червня 1986   | Ліон, Франція           | Ґрунт    | Mariana Pérez Roldán | 4–6, 6–3, 1–6        |
| Перемога  | 2.   | 21 липня 1986   | Філадельфія, США        | Тверде   | С'юзен Лео           | 3–6, 6–2, 6–0        |
| Перемога  | 3.   | 20 вересня 1993 | Капуя, Італія           | Ґрунт    | Мая Палавершич       | 2–6, 6–4, 6–4        |
| Поразка   | 4.   | 11 липня 1994   | Дармштадт, Німеччина    | Ґрунт    | Світлана Комлева     | 4–6, 1–6             |
| Поразка   | 5.   | 29 вересня 1997 | Буенос-Айрес, Аргентина | Ґрунт    | Марія Фернанда Ланда | 4–6, 1–6             |
| Поразка   | 6.   | 3 серпня 1998   | Катанія, Італія         | Ґрунт    | Роміна Оттобоні      | 4–6, 6–7(2–7)        |

### Парний розряд: 3 (1–2)
| Результат | Ранг | Дата          | Турнір               | Покриття | Партнер           | Опоненти in the final                 | Рахунок in the final |
| --------- | ---- | ------------- | -------------------- | -------- | ----------------- | ------------------------------------- | -------------------- |
| Перемога  | 1.   | 7 квітня 1986 | Казерта, Італія      | Ґрунт    | Жизеле Міро       | Вілтруд Пробст Маріанне ван дер Торре | 6–3, 6–3             |
| Поразка   | 2.   | 11 липня 1994 | Дармштадт, Німеччина | Ґрунт    | Патрісія Тарабіні | Пак Сон Хі Choi Ju-yeon               | 4–6, 3–6             |
| Поразка   | 3.   | 9 серпня 1998 | Катанія, Італія      | Ґрунт    | Jorgelina Torti   | Chiara Dalbon Альберта Бріанті        | 5–7, 4–6             |

## Досягнення в одиночному розряді турнірів Великого шолома
| Турнір                                 | 1987 | 1988 | 1989 | 1990 | 1991 | 1992 | 1993 | 1994 | 1995 | 1996 | 1997 | Career Перемоги-Поразки |
| -------------------------------------- | ---- | ---- | ---- | ---- | ---- | ---- | ---- | ---- | ---- | ---- | ---- | ----------------------- |
| Відкритий чемпіонат Австралії з тенісу |      |      |      |      |      | 1р   | 1р   |      | 2р   |      | 1р   | 1–4                     |
| Відкритий чемпіонат Франції з тенісу   | 2р   | ЧФ   | 2р   | 1р   | 3р   | 1р   | 1р   | 1р   | К1р  |      | К2р  | 8–8                     |
| Вімблдонський турнір                   | 3р   |      |      |      | 2р   | 1р   |      | 1р   |      |      | К1р  | 3–4                     |
| Відкритий чемпіонат США з тенісу       | 1р   | 1р   | 1р   | 1р   | 2р   | 1р   |      | 1р   |      | К2р  | К1р  | 1–7                     |

Джерело [Архівовано 8 травня 2016 у Wayback Machine.]